# Riedeliella magalhaesii
Riedeliella magalhaesii är en ärtväxtart som först beskrevs av Carlos Toledo Rizzini, och fick sitt nu gällande namn av Marli Pires Morim de Lima och Vaz. Riedeliella magalhaesii ingår i släktet Riedeliella och familjen ärtväxter. Inga underarter finns listade i Catalogue of Life.